# 伯靈頓灣詹姆斯·N·艾倫高架橋
伯靈頓灣詹姆斯·N·艾倫高架橋（英語：Burlington Skyway）是加拿大安大略省兩座平行橋樑，跨越咸美頓港連接哈密爾頓和荷頓區伯靈頓。大橋載有伊利沙伯皇后道（QEW）的八條行車線，來回方向各四線行車。
QEW早期依靠一座兩線行車升降橋跨越咸美頓港連接伯靈頓和咸美頓。該橋於1952年被一艘船隻撞擊，導致該段QEW封閉直至當局臨時搭建的橋樑開通為止；安省公路部因此計劃在當地興建一座新的高架橋。大橋於1958年10月30日開通，為一座鋼製拱橋，全長2,560（8,400英尺），離水平面約36米高，來回共有四條行車線，同年11月10日起開始收費。伯靈頓和咸美頓兩市居民各要求大橋冠以自己所屬城市的名稱；省府則最終將之名為「伯靈頓灣高架橋」（Burlington Bay Skyway）。高架橋落成後，原有的升降橋繼續保留，以備高架橋若因强風或其他原因而需臨時封閉的話，車流仍可透過升降橋來回咸美頓港兩岸。
使用大橋的車輛需減速來繳付橋費，導致該帶交通擠塞。此外，貨車需消耗額外燃油來登上大橋，貨車司機因此普遍傾向使用免費的舊有升降橋。為了改善該帶交通，省府於1973年12月28日取消大橋收費，但同時禁止貨車使用舊有升降橋。
布靈頓灣高架橋的設計車流量為每日5萬架次，但到了1973年已達致每日6萬架次；省府遂決定於原有高架橋旁興建多一座四線行車橋樑。新橋於1983年動工，1985年10月11日開幕，為一座混凝土梁橋。舊橋封閉以進行復修，並於1988年8月22日重開；舊橋自此承載多倫多方向行車線，而尼亞加拉方向行車線則取道新橋跨越咸美頓港。新舊兩橋一併名為「伯靈頓灣詹姆斯·N·艾倫高架橋」，以紀念舊橋興建期間出任公路部長的詹姆斯·N·艾倫。與此同時，省府亦改建高架橋兩岸的QEW路段，介乎咸美頓布靈頓街（Burlington Street）和布靈頓北岸大道（Northshore Boulevard）的路段拓闊至來回八線行車。

## 圖片

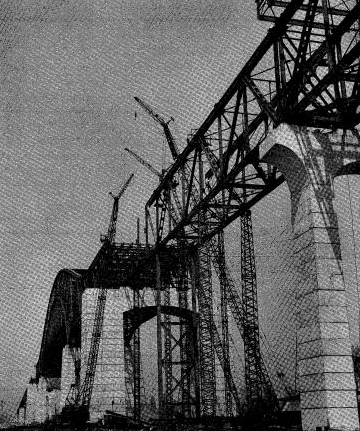
興建中的布靈頓灣高架橋（圖攝於1958年）
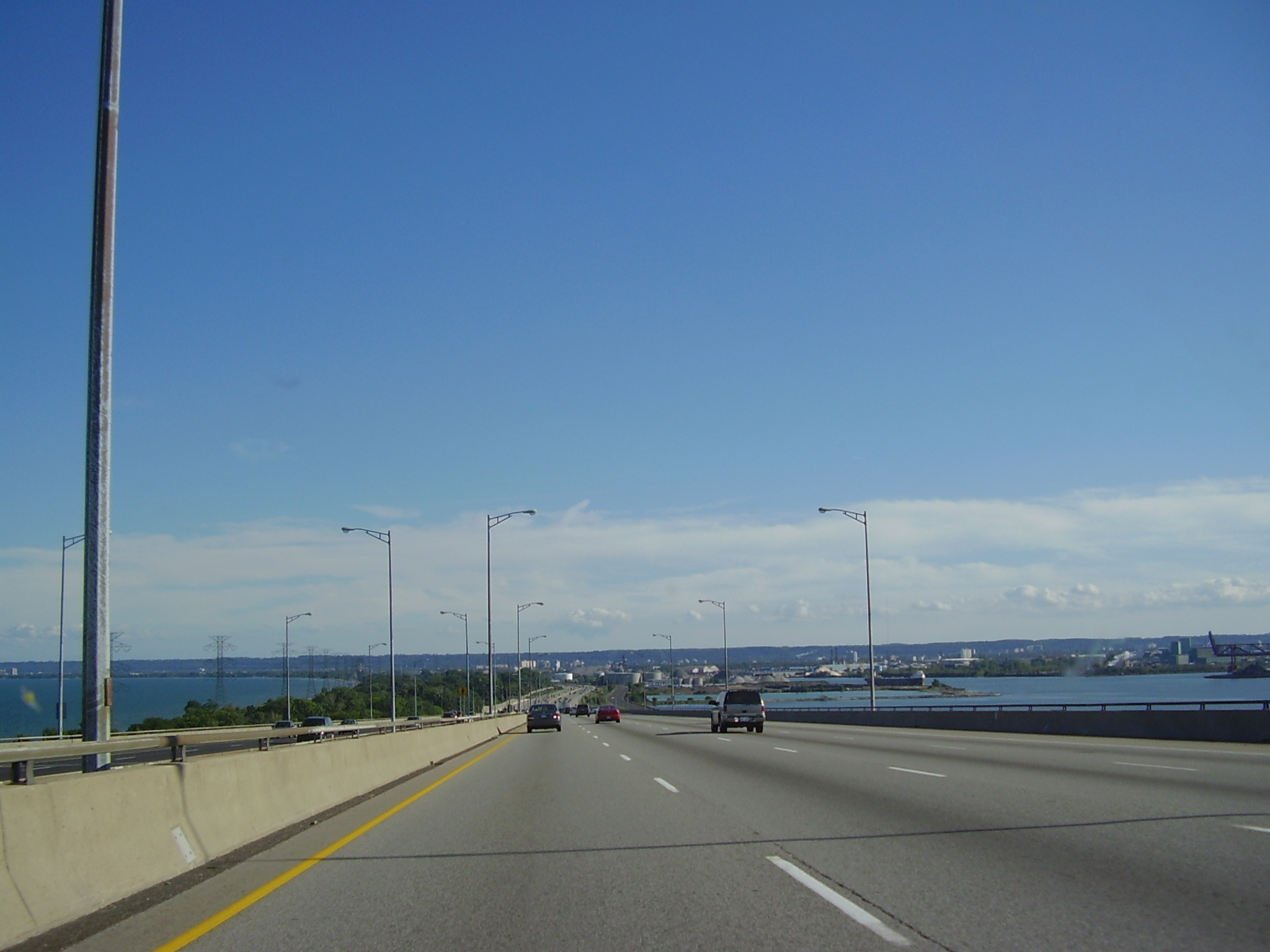
取道新橋的尼亞加拉方向行車線
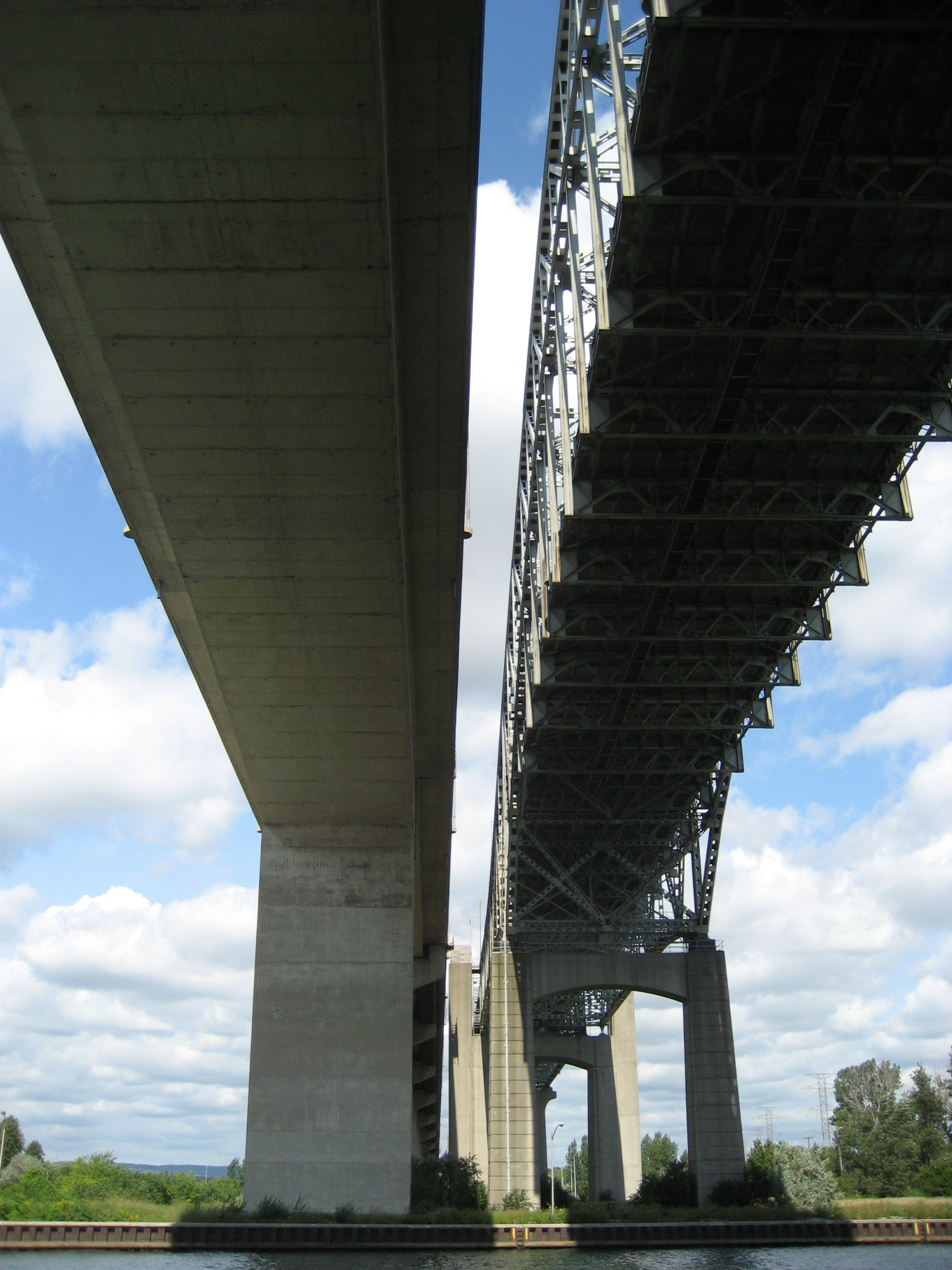
從底部觀望新舊兩橋

## 外部連結
- 维基共享资源上的相關多媒體資源：伯靈頓灣詹姆斯·N·艾倫高架橋